# 乔华二世
乔华二世（Keo Fa II，1652年—1677年），柬埔寨黑暗時期的一位國王，1673年至1674年在位。本名安谢（អង្គជី，Ang Chee），越南史料稱之為匿螉苔。
乔华二世是巴龙列谢八世之子。1673年，吉·哲塔三世遇弑，乔华二世繼位。他求援於暹羅人，攻擊另一位王子安南二世。安南二世逃往泰康營（今越南慶和省），向阮主求救。阮主阮福瀕派芽莊道該奇阮揚林、參謀阮廷派，領兵兩路攻打乔华二世，攻陷柴棍，包圍金邊（越南史料稱南榮城）。乔华二世戰敗，棄城逃入叢林中，後死於叢林裡。其弟吉·哲塔四世投降，被阮主冊封為真臘正國王。安南二世則被冊封為真臘副王。